# Lorenzo D. Aguilar
Lorenzo D. Aguilar (Monterrey, Nuevo León, 1889 – 15 de mayo de 1912) fue un militar mexicano que participó en la Revolución mexicana. 
Ingresó al Colegio Militar donde obtuvo el grado de teniente táctico. Más tarde estudió comercio en San Luis, Misuri, Estados Unidos. Regresó a Monterrey y trabajó en la Compañía de Agua y Drenaje. Se incorporó a las fuerzas maderistas en 1911. En 1912 formó parte del 4° Cuerpo de Carabineros de su estado natal que combatió a Pascual Orozco. Alcanzó el grado de capitán. Participó en el Combate de Pedriceña, donde fue hecho prisionero y fusilado. En su memoria, una calle en el centro de Monterrey lleva su nombre. 